# Marmurki

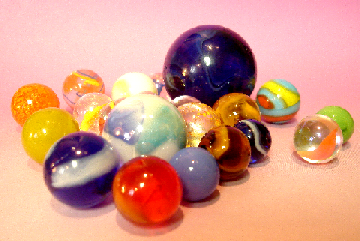
Różnokolorowe marmurki

Marmurki (lub kulki do gry, kule duńskie) – rodzaj dziecięcej zabawki; szklane, gliniane lub kamienne (głównie marmurowe lub agatowe) kulki najczęściej o średnicy ok. 1,25 cm, choć ich rozmiar może sięgać od 0,7 do 3 cm. Rozpowszechnione na całym świecie, szczególnie popularne w basenie Morza Śródziemnego i w Indochinach, ale także w Niemczech. Ze względu na ich atrakcyjny wygląd oraz różnorodność kolorów i materiałów kulki nierzadko bywają przedmiotem kolekcji lub wymiany pomiędzy dziećmi.
O marmurkach wspomina literatura rzymska, istnieją również znaleziska archeologiczne potwierdzające ich występowanie w starożytnym Egipcie. Szklane kulki do gry wynaleziono w 1848 roku w Niemczech. W latach 70. XIX wieku do masowej produkcji weszły marmurki ceramiczne.
W kulki można grać na bardzo wiele sposobów, wiele jest też sposobów ich trzymania i rzucania. W niektórych krajach odbywają się nawet mistrzostwa gry w kulki.